# Нагаевский, Артём Сергеевич
Артём Сергеевич Нагаевский (укр. Артем Сергійович Нагаєвський; род. 24 января 1983 года, Умань, Черкасская область) — украинский предприниматель, политик.
Народный депутат Украины IX созыва.

## Биография
Окончил экономический факультет Киевского национального университета имени Тараса Шевченко (кафедра «Финансы и Банковское дело»). Получил степень магистра.
Нагаевский является председателем правления логистической компании ПАО АТП 13058.
Он специализируется на макроэкономических исследованиях и стратегическом прогнозировании.

## Политическая деятельность
Работал помощником народного депутата. Был членом «Команды Зеленского» на президентских выборах 2019 году в Киевской области.
Кандидат в народные депутаты от партии «Слуга народа» на парламентских выборах 2019 года, № 96 в списке. На время выборов: заместитель председателя правления ПАО АТП 13058, член партии «Слуга народа». Проживает в Киеве.
Член Комитета Верховной Рады по вопросам аграрной и земельной политики, председатель подкомитета по вопросам земельных отношений.